# Tourismusministerium (Italien)
Das Tourismusministerium (italienisch Ministero del turismo) war von 1959 bis 1993 und ist seit 2021 ein Ministerium der italienischen Regierung. Es hat die Aufgabe, sich um die „Planung, Koordinierung und Förderung der nationalen Tourismuspolitik, internationalen Themen im Bereich Tourismus, die Beziehungen zu den Regionen, Entwicklungsprojekte im Tourismussektor, die Beziehungen zur Europäischen Union und die Beziehungen zur Industrie, Verbände, Tourismusunternehmen und Verbraucherverbänden zu kümmern“ (Art. 6, Gesetzesdekret 22/2021).
Es wurde Anfang 2021 mit der Bildung des Kabinett Draghi als Ergebnis einer Abspaltung des Ministeriums für Kulturerbe und Aktivitäten und Tourismus gegründet. Dieses wurde anschließend in Kulturministerium umbenannt.

## Geschichte
Das Ministerium für Tourismus und Unterhaltung (Ministero del turismo e dello spettacolo) wurde im August 1959 durch ein Gesetz des Parlaments eingerichtet. Es war verantwortlich für die Förderung des Tourismus, der darstellenden Künste und des Sports.
1992 forderten die regionalen Behörden von Trentino-Südtirol, Umbrien, Piemont, Aostatal, Lombardei, Marken, Basilikata, Toskana, Emilia-Romagna und Venetien die Einberufung eines Referendums zur Aufhebung des Gesetzes von 1959. Bei der am 18. April 1993 organisierten Abstimmung stimmten 82,28 % der Wähler für die Abschaffung des Ministeriums. Die Wahlbeteiligung lag bei 76,88 %. Die Aufhebung des Gesetzes von 1959 trat am 20. Juni 1993 offiziell in Kraft.

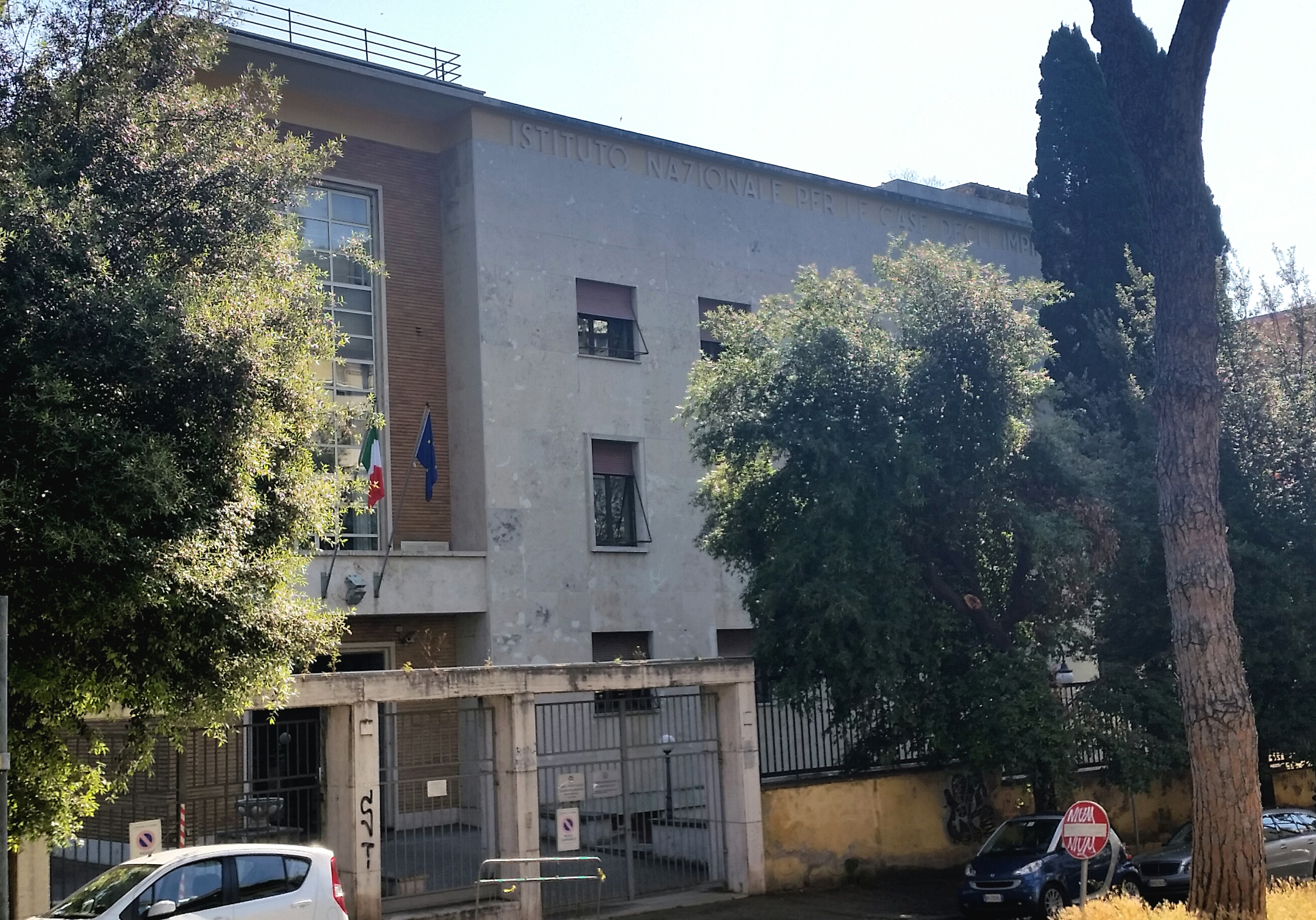
Sitz des Ministeriums

Als Mario Draghi am 12. Februar 2021 offiziell mit der Bildung der neuen italienischen Regierung beauftragt wurde, kündigt er seine Absicht an, das Tourismusministerium neu zu gründen. Der Ministerrat genehmigte am 26. Februar 2021 ein Gesetzesdekret zur Einrichtung des Ministeriums für Tourismus.

### Organisatorische Entwicklung
- Ministerium für Tourismus und Unterhaltung (1959–1995)
- Abteilung Tourismus im Ministerratspräsidium (1995–1999)
- Generaldirektion Tourismus im Ministerium für produktive Tätigkeiten (1999–2006)
- Abteilung für Tourismusentwicklung und Wettbewerbsfähigkeit im Ministerratspräsidium (2006–2012)
- Amt für Tourismuspolitik im Ministerium für regionale Angelegenheiten, Tourismus und Sport (2012–2013)
- Generaldirektion Tourismuspolitik im Ministerium für Kulturerbe, Aktivitäten und Tourismus (2013–2014)
- Generaldirektion Tourismus im Ministerium für Kulturerbe, Aktivitäten und Tourismus (2014–2018)
- Abteilung für Tourismus im Ministerium für Land-, Lebensmittel-, Forst- und Tourismuspolitik (2018–2019)
- Generaldirektion Tourismus im Ministerium für kulturelles Erbe, kulturelle Aktivitäten sowie für Tourismus (2019–2021)
- Ministerium für Tourismus (seit 2021)

Seit 2021 besteht politische Führung des Ministeriums aus dem Minister und ein oder zwei Staatssekretären. Letztere sind in Italien keine Beamte, sondern Politiker. Amtschef des Ministeriums und damit oberster Verwaltungsbeamter ist ein Generalsekretär. Das Ministerium untergliedert sich in einen Leitungsbereich und in drei Abteilungen (Direzioni Generali), zuständig für Tourismuspolitik und Planungsaufgaben, für Tourismusmarketing sowie für zentrale Dienste. Zum Geschäftsbereich des Ministeriums gehört die Agenzia nazionale italiana del turismo.

## Minister
| Name                                                               | Bild                                       | Amtszeit                                   | Partei                                     | Kabinette                                                                                                   |
| Ministerium für Tourismus und Unterhaltung                         | Ministerium für Tourismus und Unterhaltung | Ministerium für Tourismus und Unterhaltung | Ministerium für Tourismus und Unterhaltung | Ministerium für Tourismus und Unterhaltung                                                                  |
| ------------------------------------------------------------------ | ------------------------------------------ | ------------------------------------------ | ------------------------------------------ | --- |
| Umberto Tupini                                                     |                                            | 29.08.1959 bis 27.07.1960                  | DC                                         | Segni II Tambroni                                                                                           |
| Alberto Folchi                                                     |                                            | 27.07.1960 bis 05.12.1963                  | DC                                         | Fanfani III Fanfani IV Leone I                                                                              |
| Achille Corona                                                     |                                            | 05.12.1963 bis 25.06.1968                  | PSI                                        | Moro I Moro II Moro III                                                                                     |
| Domenico Magrì                                                     |                                            | 25.06.1968 bis 13.12.1968                  | DC                                         | Leone II |
| Lorenzo Natali                                                     |                                            | 13.12.1968 bis 06.08.1969                  | DC                                         | Rumor I |
| Giovanni Battista Scaglia                                          |                                            | 06.08.1969 bis 28.03.1970                  | DC                                         | Rumor II |
| Giuseppe Lupis                                                     |                                            | 28.03.1970 bis 06.08.1970                  | PSI                                        | Rumor III                                                                                                   |
| Matteo Matteotti                                                   |                                            | 06.08.1970 bis 18.02.1972                  | PSDI                                       | Colombo |
| Giovanni Battista Scaglia                                          |                                            | 18.02.1972 bis 26.06.1972                  | DC                                         | Andreotti I                                                                                                 |
| Vittorio Badini Confalonieri                                       |                                            | 26.06.1972 bis 08.07.1973                  | PLI                                        | Andreotti II                                                                                                |
| Nicola Signorello                                                  |                                            | 08.07.1973 bis 15.03.1974                  | DC                                         | Rumor IV |
| Camillo Ripamonti                                                  |                                            | 15.03.1974 bis 23.11.1974                  | DC                                         | Kabinett Rumor V                                                                                            |
| Adolfo Sarti                                                       |                                            | 23.11.1974 bis 30.07.1976                  | DC                                         | Moro IV Moro V                                                                                              |
| Dario Antoniozzi                                                   |                                            | 30.07.1976 bis 13.03.1978                  | DC                                         | Andreotti III                                                                                               |
| Carlo Pastorino                                                    |                                            | 13.03.1978 bis 21.03.1979                  | DC                                         | Andreotti IV                                                                                                |
| Egidio Ariosto                                                     |                                            | 21.03.1979 bis 05.08.1979                  | PSDI                                       | Andreotti V                                                                                                 |
| Bernardo D'Arezzo                                                  |                                            | 05.08.1979 bis 18.10.1980                  | DC                                         | Cossiga I Cossiga II                                                                                        |
| Nicola Signorello                                                  |                                            | 18.10.1980 bis 04.08.1983                  | DC                                         | Forlani Spadolini I Spadolini II Fanfani V                                                                  |
| Lelio Lagorio                                                      |                                            | 04.08.1983 bis 01.08.1986                  | PSI                                        | Craxi I |
| Nicola Capria                                                      |                                            | 01.08.1986 bis 18.04.1987                  | PSI                                        | Craxi II |
| Mario Di Lazzaro                                                   |                                            | 18.04.1987 bis 29.07.1987                  | Parteilos                                  | Fanfani VI                                                                                                  |
| Franco Carraro                                                     |                                            | 29.07.1987 bis 13.04.1991                  | PSI                                        | Goria De Mita Andreotti VI                                                                                  |
| Carlo Tognoli                                                      |                                            | 13.04.1991 bis 28.06.1992                  | PSI                                        | Andreotti VII                                                                                               |
| Margherita Boniver                                                 |                                            | 28.06.1992 bis 29.04.1993                  | PSI                                        | Amato I |
| Carlo Azeglio Ciampi                                               |                                            | 29.04.1993 bis 11.05.1994                  | Parteilos                                  | Ciampi |
| Ministerium nicht eingerichtet                                     | Ministerium nicht eingerichtet             | 1994–2009                                  | 1994–2009                                  | Berlusconi I Dini Prodi I D'Alema I D'Alema II Amato II Berlusconi II Berlusconi III Prodi II Berlusconi IV |
| Ministerium für Tourismus                                          |                                            |                                            |                                            | |
| Michela Vittoria Brambilla                                         |                                            | 08.05.2009 bis 16.11.2011                  | PdL                                        | Berlusconi IV                                                                                               |
| Ministerium für Tourismus, Sport und Regionale Angelegenheiten     |                                            |                                            |                                            | |
| Piero Gnudi                                                        |                                            | 16.11.2011 bis 28.04.2013                  | Parteilos                                  | Monti |
| Ministerium für Kulturerbe, Aktivitäten und Tourismus              |                                            |                                            |                                            | |
| Massimo Bray                                                       |                                            | 28.04.2013 bis 22.02.2014                  | PD                                         | Letta |
| Dario Franceschini                                                 |                                            | 22.02.2014 bis 01.06.2018                  | PD                                         | Renzi Gentiloni                                                                                             |
| Ministerium für Agrar-, Ernährungs- und Forstpolitik und Tourismus |                                            |                                            |                                            | |
| Gian Marco Centinaio                                               |                                            | 01.06.2018 bis 05.09.2019                  | Lega                                       | Conte I |
| Ministerium für Kulturerbe, Aktivitäten und Tourismus              |                                            |                                            |                                            | |
| Dario Franceschini                                                 |                                            | 05.09.2019 bis 13.02.2021                  | PD                                         | Conte II |
| Ministerium für Tourismus                                          |                                            |                                            |                                            | |
| Massimo Garavaglia                                                 |                                            | 13.02.2021 bis 22.10.2022                  | Lega                                       | Draghi |
| Daniela Santanchè                                                  |                                            | seit 22.10.2022                            | FdI                                        | Meloni |